# オラクル・アリーナ
オークランド・アリーナ（Oracle Arena）は、アメリカのカリフォルニア州オークランドにある屋内競技場。
1966年の開場当時はオークランド・アラメダ・カウンティ・コロシアム・アリーナ（Oakland-Alameda County Coliseum Arena）であった。しかし1996年に全面改修を行い、1997年にはアリーナ・イン・オークランド（The Arena in Oakland）、2004年からはオークランド・アリーナ（Oakland Arena）と何度も名称を変更した末、2006年にオラクルが命名権を取得し、現在の名称になった。1999年にはWCWのスーパー・ブロウルが開催され、2000年にはNBAオールスターゲームも行われた。
隣接地にオークランド・アラメダ・カウンティ・コロシアムがある。